# Ту-1
Ту-1 («63П», АНТ-63П) — експирементальний літак ОКБ Туполева. Побудований на базі Ту-2.

## Тактико-технічні характеристики

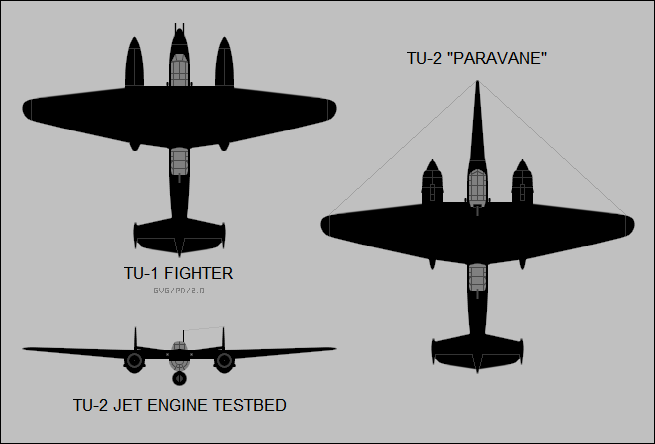

Тактико-технічні характеристики:

### Технічні характеристики
- Екіпаж: 3 людини
- Довжина: 13.60 м
- Розмах крила: 18.86 м
- Площа крила: 48.80 м²
- Маса порожнього: 9460 кг
- Маса спорядженого: 12755 кг
- Двигуни: 2 ПД АМ-43В
- Потужність: 2 х 1950

### Льотні характеристики
- Максимальна швидкість: 641 км/год
- Крейсеркая швидкість: 576 км/год
- Практична дальність: 2250 км
- Практична стеля: 11000 м
- Швидкопідйомність: 435 м/мин

### Озброєння
- дві 23-мм гармати НС-23 в крилах
- дві 45-мм гармати НС-45 у носі
- два оборонних 12.7-мм кулемета УБТ